# 町資将
町 資将（まち すけまさ）は、戦国時代の公卿。町家4代当主。高辻章長の次男。官位は正三位・権中納言。

## 経歴
初名は資雄（すけかつ）。早くから既に死去していた外祖父・町広光の嗣子として高辻家より養子に入る予定があったためか、高辻家の通し字である「長」が名前に用いられていない。
天文11年（1542年）閏3月13日、正四位となる。同13年2月24日、参議に補任され、続いて同年3月19日、従三位に叙せられる。同年から翌年にかけて豊前国及び薩摩国に下向している。
天文15年（1546年）1月に正三位となり、3月には権中納言に任じられていたが、天文18年（1549年）になって突如「逐電」した事が『公卿補任』に記されている。
弘治元年（1555年）になって滞在先の伯耆国で死去、子・将光（まさみつ）も柳原家を継いだため町家は断絶、絶家となった。

## 官歴
- 永正15年（1518年）3月9日 - 誕生
- 天文13年（1544年）2月24日 - 任参議
- 弘治元年（1555年）10月24日 - 薨去

## 系譜
- 父：高辻章長
- 母：町広光の娘
- 義父：町広光
  - 兄：高辻長雅
- 生母不明の子女
  - 嫡男：町将光・・・柳原資定の養子となり、柳原家当主・柳原淳光となる
    - 孫：柳原資淳
    - 孫：田原親虎（田原親賢養子）
- 養兄弟姉妹
  - 女：（?-?）- 比丘、首坐、住能登国
  - 女：（?-?）- 尼衆
  - 女：（?-?）- 高辻章長の室
  - 女：（?-?）- 近衛尚通家女房
  - 男：兼継（?-?）- 広橋兼顕の養子になる。興福寺別当
  - 男：晃円（?-?）- 興福寺別当